# گمینا ووودوویتسه
گمینا ووودوویتسه (به لهستانی:  Gmina Włodowice) یک گمینا در لهستان است که در شهرستان زاویرچیه واقع شده‌است. گمینا ووودوویتسه ۷۶٫۲۹ کیلومتر مربع مساحت و ۵٬۳۱۱ نفر جمعیت دارد.